# Grant Dawson
Grant Dawson (Cambria, Wisconsin, 20 de febrero de 1994) es un artista marcial mixto estadounidense que compite en la división de peso ligero de Ultimate Fighting Championship. Desde el 22 de julio de 2025 se encuentra en la posición #14 del ranking de peso ligero de UFC.

## Primeros años
Tras haber crecido en Stromsburg, Nebraska, Estados Unidos, compitió en lucha libre en el instituto, terminando su última temporada con un récord de 40-8.

## Carrera en las artes marciales mixtas

### Inicios
Después de compilar un récord amateur de 8-1, comenzó su carrera profesional de MMA en 2014. Amasó un récord profesional de 11-1 antes de participar en el Dana White's Tuesday Night Contender Series.

### Dana White's Contender Series
Apareció en la primera temporada del programa Dana White Contender Series. Se enfrentó a Adrian Diaz el 17 de agosto de 2017 y ganó el combate por sumisión en el segundo asalto. Con la victoria, le ofrecieron un contrato con la UFC.

### Ultimate Fighting Championship
Debutó en la UFC contra Julian Erosa el 30 de noviembre de 2018 en UFC Fight Night: Lewis vs. dos Santos. Ganó el combate por decisión unánime.
Se enfrentó a Michael Trizano el 18 de mayo de 2019 en UFC Fight Night: dos Anjos vs. Lee. Ganó el combate por sumisión en el segundo asalto. Esta victoria le valió el premio a la Actuación de la Noche.
Se esperaba que se enfrentara a Chas Skelly el 18 de enero de 2020 en UFC 246. Sin embargo, fue marcado por la USADA las segundas veces en las que la señalización inicial fue en noviembre de 2017 por un metabolito residual del esteroide Turinabol que fue posteriormente aclarado por la USDADA por no poder determinar cuándo Dawson había ingerido la sustancia prohibida, y que dio lugar a que la Comisión Atlética del Estado de Nevada (NSAC) retirara el combate de UFC 246. El hallazgo posterior de la USADA no encontró pruebas de mejora del rendimiento de una reingestión de una droga prohibida. Sin embargo, la NSAC volvería a tratar el asunto en julio de 2020 para determinar si se concedía la licencia de luchador de Nevada a Dawson y éste tendría que someterse a pruebas dos veces al mes. El combate fue reprogramado para el 29 de febrero de 2020 en UFC Fight Night: Benavidez vs. Figueiredo. El 7 de febrero de 2020 se informó de que Skelly se lesionó durante uno de sus entrenamientos y se vio obligado a retirarse del evento, siendo sustituido por Darrick Minner. En el pesaje, tampoco cumplió con el peso, llegando a las 149.5 libras, 3.5 libras por encima del límite de peso pluma de 146 libras. Se le impuso una multa del 30% de la bolsa del combate, que fue a parar a manos de Minner, y el combate continuó con el peso acordado. Ganó el combate por sumisión en el segundo asalto.
Se enfrentó a Nad Narimani el 19 de julio de 2020 en UFC Fight Night: Figueiredo vs. Benavidez 2. Ganó el combate por decisión unánime.
Se enfrentó a Leonardo Santos el 20 de marzo de 2021 en UFC on ESPN: Brunson vs. Holland. Ganó el combate por KO en el tercer asalto. Esta victoria le valió el premio a la Actuación de la Noche.
Se esperaba que se enfrentara a Carlos Diego Ferreira el 2 de octubre de 2021 en UFC Fight Night: Santos vs. Walker. Sin embargo, Ferreira se retiró del combate a principios de septiembre alegando una lesión. En su lugar, se enfrentó a Rick Glenn el 23 de octubre de 2021 en UFC Fight Night: Costa vs. Vettori. El combate terminó en un empate mayoritario.
Se enfrentó a Jared Gordon el 30 de abril de 2022 en UFC on ESPN: Font vs. Vera. Ganó el combate por sumisión en el tercer asalto.
Se enfrentó a Mark Madsen el 5 de noviembre de 2022 en UFC Fight Night: Rodriguez vs. Lemos. En el pesaje, pesó 157.5 libras, una libra y media por encima del límite de peso ligero. El combate se desarrolló en un peso acordado y se le impuso una multa del 30% de su bolsa individual, que fue a parar a Madsen. Ganó el combate por sumisión en el tercer asalto.
Grant enfrentó a Damir Ismagulov el 1 de julio de 2023 en UFC on ESPN 48. Ganó la pelea por decisión unánime.
Dawson se enfrentó a Bobby Green el 7 de octubre de 2023 en UFC Fight Night 229. Perdió la pelea por nocaut en el primer asalto.
Dawson enfrentó a Joe Solecki el 1 de junio de 2024 en UFC 302. Ganó la pelea por decisión unánime.

## Campeonatos y logros

### Artes marciales mixtas
- Ultimate Fighting Championship
  - Actuación de la Noche (dos veces) vs. Michael Trizano y Leonardo Santos[18][32]

## Récord en artes marciales mixtas
| Resultado | Récord | Oponente          | Método                                    | Evento                                      | Fecha                  | Ronda | Tiempo | Localización           | Notas                                                               |
| --------- | ------ | ----------------- | ----------------------------------------- | ------------------------------------------- | ---------------------- | ----- | ------ | ---------------------- | ------------------------------------------------------------------- |
| Victoria  | 23-2-1 | Diego Ferreira    | Decisión (unánime)                        | UFC 311                                     | 18 de enero de 2025    | 3     | 5:00   | Inglewood, California  |                                                                     |
| Victoria  | 22-2-1 | Rafa García       | TKO (golpes)                              | UFC Fight Night: Royval vs. Taira           | 12 de octubre de 2024  | 2     | 1:42   | Las Vegas, Nevada      |                                                                     |
| Victoria  | 21-2-1 | Joe Solecki       | Decisión (unánime)                        | UFC 302                                     | 1 de junio de 2024     | 3     | 5:00   | Newark, Nueva Jersey   |                                                                     |
| Derrota   | 20-2-1 | Bobby Green       | KO (golpes)                               | UFC Fight Night: Dawson vs. Green           | 7 de octubre de 2023   | 1     | 0:33   | Las Vegas, Nevada      |                                                                     |
| Victoria  | 20-1-1 | Damir Ismagulov   | Decisión (unánime)                        | UFC on ESPN: Strickland vs. Magomedov       | 1 de julio de 2023     | 3     | 5:00   | Las Vegas, Nevada      |                                                                     |
| Victoria  | 19-1-1 | Mark Madsen       | Sumisión (estrangulamiento por detrás)    | UFC Fight Night: Rodriguez vs. Lemos        | 5 de noviembre de 2022 | 3     | 2:04   | Las Vegas, Nevada      | Combate de peso acordado (157.5 libras); Dawson no alcanzó el peso. |
| Victoria  | 18-1-1 | Jared Gordon      | Sumisión (estrangulamiento por detrás)    | UFC on ESPN: Font vs. Vera                  | 30 de abril de 2022    | 3     | 4:11   | Las Vegas, Nevada      |                                                                     |
| Empate    | 17-1-1 | Ricky Glenn       | Empate (mayoritario)                      | UFC Fight Night: Costa vs. Vettori          | 23 de octubre de 2021  | 3     | 5:00   | Las Vegas, Nevada      |                                                                     |
| Victoria  | 17-1   | Leonardo Santos   | KO (puñetazos)                            | UFC on ESPN: Brunson vs. Holland            | 20 de marzo de 2021    | 3     | 4:59   | Las Vegas, Nevada      | Regreso al peso ligero. Actuación de la Noche.                      |
| Victoria  | 16-1   | Nad Narimani      | Decisión (unánime)                        | UFC Fight Night: Figueiredo vs. Benavidez 2 | 19 de julio de 2020    | 3     | 5:00   | Abu Dhabi              | Combate de peso acordado (150 libras).                              |
| Victoria  | 15-1   | Darrick Minner    | Sumisión (estrangulamiento por detrás)    | UFC Fight Night: Benavidez vs. Figueiredo   | 29 de febrero de 2020  | 2     | 1:38   | Norfolk, Virginia      | Combate de peso acordado (149.5 libras); Dawson no alcanzó el peso. |
| Victoria  | 14-1   | Michael Trizano   | Sumisión (estrangulamiento por detrás)    | UFC Fight Night: dos Anjos vs. Lee          | 18 de mayo de 2019     | 2     | 2:27   | Rochester, Nueva York  | Actuación de la Noche.                                              |
| Victoria  | 13-1   | Julian Erosa      | Decisión (unánime)                        | UFC Fight Night: Lewis vs. dos Santos       | 9 de marzo de 2019     | 3     | 5:00   | Wichita, Kansas        |                                                                     |
| Victoria  | 12-1   | Adrian Diaz       | Sumisión (estrangulamiento por detrás)    | Dana White's Contender Series 6             | 17 de agosto de 2017   | 2     | 1:15   | Las Vegas, Nevada      |                                                                     |
| Victoria  | 11-1   | Mike Plazola      | Sumisión (estrangulamiento por triángulo) | Kansas City Fighting Alliance 20            | 1 de octubre de 2016   | 1     | 3:49   | Independence, Misuri   | Regreso al peso pluma.                                              |
| Victoria  | 10-1   | Christian Camp    | TKO (codazos y puñetazos)                 | VFC 52                                      | 16 de julio de 2016    | 2     | 1:43   | Omaha, Nebraska        |                                                                     |
| Derrota   | 9-1    | Hugh Pulley       | TKO (puñetazos)                           | Kansas City Fighting Alliance 18            | 30 de abril de 2016    | 1     | 0:35   | Independence, Misuri   |                                                                     |
| Victoria  | 9-0    | Robert Washington | TKO (puñetazos)                           | Titan FC 37                                 | 4 de marzo de 2016     | 2     | 2:08   | Ridgefield, Washington |                                                                     |
| Victoria  | 8-0    | Bryce Logan       | TKO (puñetazos)                           | Victory Fighting Championship 47            | 29 de enero de 2016    | 2     | 3:12   | Omaha, Nebraska        |                                                                     |
| Victoria  | 7-0    | Andrew Carrillo   | Sumisión (estrangulamiento por detrás)    | Kansas City Fighting Alliance 15            | 15 de agosto de 2015   | 1     | 3:21   | Grandview, Misuri      | Combate de peso pluma.                                              |
| Victoria  | 6-0    | Danny Tims        | Sumisión (estrangulamiento por detrás)    | Kansas City Fighting Alliance 15            | 15 de agosto de 2015   | 1     | 4:15   | Grandview, Misuri      | Combate de peso pluma.                                              |
| Victoria  | 5-0    | Chris McDaniel    | Sumisión (estrangulamiento por detrás)    | ShoFight: Branson Brawl                     | 9 de mayo de 2015      | 1     | 4:07   | Branson, Misuri        |                                                                     |
| Victoria  | 4-0    | James Smith       | Sumisión (estrangulamiento por detrás)    | Victory Fighting Championship 45            | 4 de abril de 2015     | 1     | 2:30   | Ralston, Nebraska      | Regreso al peso ligero.                                             |
| Victoria  | 3-0    | Adam Rider        | Sumisión (estrangulamiento por detrás)    | Shamrock FC: Heavy Artillery                | 7 de marzo de 2015     | 1     | 1:45   | Kansas City, Misuri    | Combate de peso pluma; Dawson no alcanzó el peso (149 libras).      |
| Victoria  | 2-0    | Matt Williams     | Sumisión (barra de brazo)                 | DCS 12                                      | 5 de diciembre de 2014 | 1     | 2:29   | Lincoln, Nebraska      |                                                                     |
| Victoria  | 1-0    | Jeremiah Denson   | Sumisión (estrangulamiento por detrás)    | Omaha Fight Club 100                        | 24 de agosto de 2014   | 2     | 2:29   | Omaha, Nebraska        | Debut en el peso ligero.                                            |